# Недогарки (Олександрійський район)
Недо́гарки — село в Україні, у Приютівській селищній громаді Олександрійського району Кіровоградської області. Населення становить 430 осіб.

## Населення
Згідно з переписом УРСР 1989 року чисельність наявного населення села становила 515 осіб, з яких 222 чоловіки та 293 жінки.
За переписом населення України 2001 року в селі мешкало 507 осіб.

### Мова
Розподіл населення за рідною мовою за даними перепису 2001 року:
| Мова       | Відсоток |
| ---------- | -------- |
| українська | 93,65 %  |
| російська  | 4,56 %   |
| вірменська | 0,79 %   |
| молдовська | 0,60 %   |
| білоруська | 0,40 %   |